# Antyle Holenderskie na Letnich Igrzyskach Olimpijskich 1988
Antyle Holenderskie na Letnich Igrzyskach Olimpijskich 1988 reprezentowało 3 zawodników, 2 mężczyzn i 1 kobietę.

## Zdobyte medale
| Medal  | Zawodnik    | Dyscyplina | Konkurencja      |
| ------ | ----------- | ---------- | ---------------- |
| Srebro | Jan Boersma | Żeglarstwo | Klasa Windsurfer |

## Reprezentanci

### Pływanie
Mężczyźni
- Hilton Woods

50 m stylem wolnym - 16. miejsce
100 m stylem wolnym - 16. miejsce

### Strzelectwo
Kobiety
- Jeanne Lopes

Karabin pneumatyczny 10 m - 45. miejsce

### Żeglarstwo
Mężczyźni
- Jan Boersma

Klasa Windsurfer - 